# ABC週末電視
ABC週末電視（ABC Weekend TV）是英國在1950年代成立的獨立電視網業者之一，其母公司是英國聯合電影公司，自1956年開始播出。該公司擁有米德蘭地區和北英格蘭地區週末的獨立電視特許經營權。1968年，英國變更獨立電視執照分配，米德蘭地區和北英格蘭的電視執照均改為全週7天的電視服務。ABC週末電視因此停止服務，並和倫敦平日的獨立電視節目提供公司聯合-麗的合併為泰晤士電視。

## 外部連結
- ABC at Large from Transdiffusion (unofficial history site)（页面存档备份，存于）
- Animated ABC logo, 1960s from 625.uk.com (Macromedia Flash 6 or later required)
- Animated ABC logo, c.1964 from 625.uk.com.